# Demangevelle
Demangevelle est une commune française située dans le département de la Haute-Saône, la région culturelle et historique de Franche-Comté et la région administrative Bourgogne-Franche-Comté.

## Géographie

### Climat
Pour des articles plus généraux, voir Climat de la Bourgogne-Franche-Comté et Climat de la Haute-Saône.
En 2010, le climat de la commune est de type climat des marges montargnardes, selon une étude du Centre national de la recherche scientifique s'appuyant sur une série de données couvrant la période 1971-2000. En 2020, Météo-France publie une typologie des climats de la France métropolitaine dans laquelle la commune est dans une zone de transition entre le climat océanique altéré et le climat océanique altéré et est dans la région climatique  Lorraine, plateau de Langres, Morvan, caractérisée par un hiver rude (1,5 °C), des vents modérés et des brouillards fréquents en automne et hiver. 
Pour la période 1971-2000, la température annuelle moyenne est de 10,2 °C, avec une amplitude thermique annuelle de 17,2 °C. Le cumul annuel moyen de précipitations est de 912 mm, avec 13,1 jours de précipitations en janvier et 9,5 jours en juillet. Pour la période 1991-2020, la température moyenne annuelle observée sur la station météorologique de Météo-France la plus proche, « Venisey », sur la commune de Venisey à 11 km à vol d'oiseau, est de 11,0 °C et le cumul annuel moyen de précipitations est de 850,7 mm. 
La température maximale relevée sur cette station est de 39,7 °C, atteinte le 25 juillet 2019 ; la température minimale est de −17,4 °C, atteinte le 30 décembre 2005,,. 
Les paramètres climatiques de la commune ont été estimés pour le milieu du siècle (2041-2070) selon différents scénarios d'émission de gaz à effet de serre à partir des nouvelles projections climatiques de référence DRIAS-2020. Ils sont consultables sur un site dédié publié par Météo-France en novembre 2022.

## Urbanisme

### Typologie
Au 1er janvier 2024, Demangevelle est catégorisée commune rurale à habitat dispersé, selon la nouvelle grille communale de densité à sept niveaux définie par l'Insee en 2022.
Elle est située hors unité urbaine et hors attraction des villes,.

### Occupation des sols
L'occupation des sols de la commune, telle qu'elle ressort de la base de données européenne d’occupation biophysique des sols Corine Land Cover (CLC), est marquée par l'importance des territoires agricoles (56,4 % en 2018), une proportion identique à celle de 1990 (56,4 %). La répartition détaillée en 2018 est la suivante : forêts (39 %), prairies (26,9 %), terres arables (20,8 %), zones agricoles hétérogènes (8,7 %), zones urbanisées (2,3 %), milieux à végétation arbustive et/ou herbacée (2,2 %). L'évolution de l’occupation des sols de la commune et de ses infrastructures peut être observée sur les différentes représentations cartographiques du territoire : la carte de Cassini (XVIIIe siècle), la carte d'état-major (1820-1866) et les cartes ou photos aériennes de l'IGN pour la période actuelle (1950 à aujourd'hui).

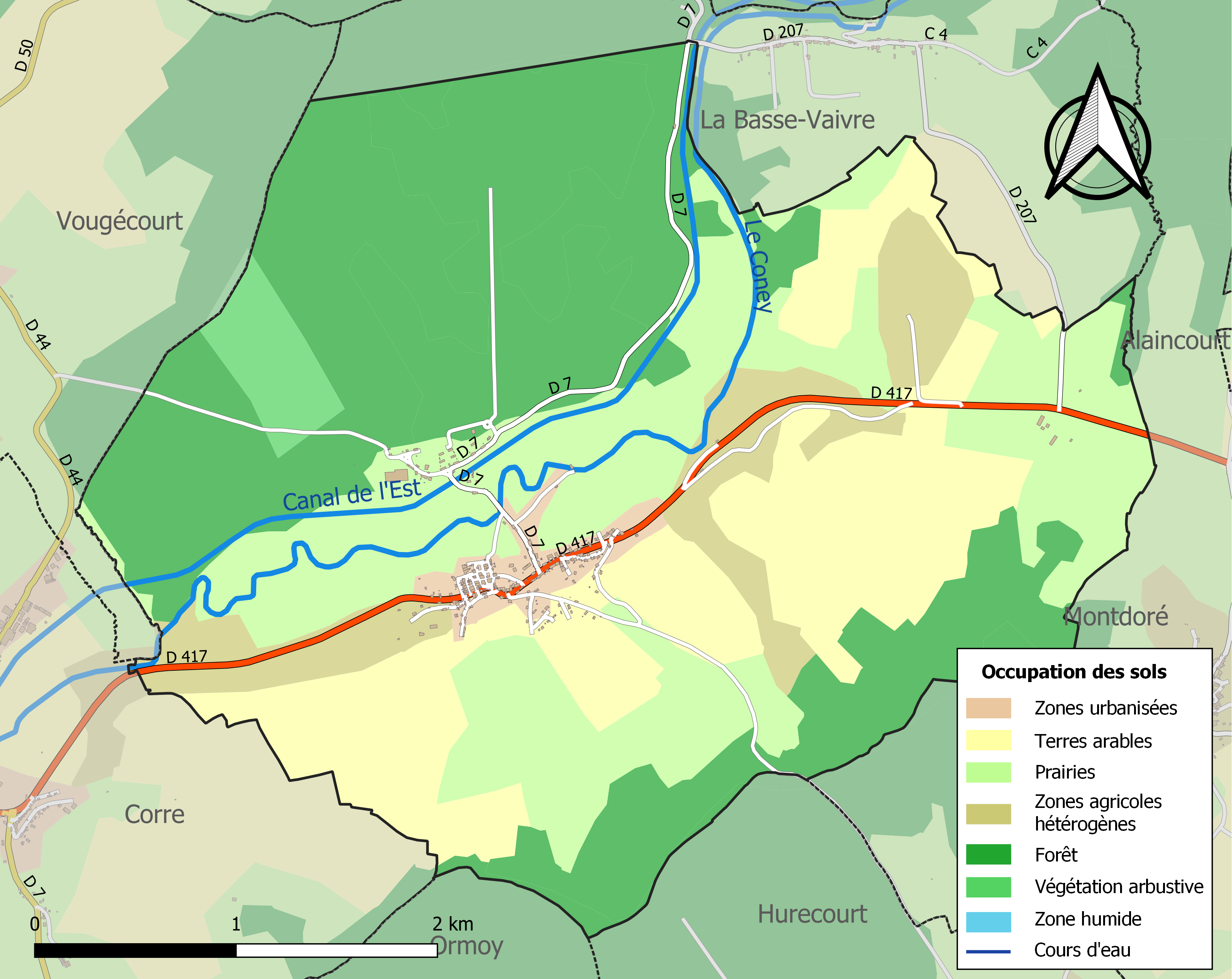
Carte des infrastructures et de l'occupation des sols de la commune en 2018 (CLC).

## Toponymie
L'orthographe ainsi que le nom du village à énormément varié jusqu'à aujourd'hui. Dans les premiers documents on trouve le nom latin de Dominicavilla; puis en 1263: Diemencheville, 1412: Demoingevelle, 1512 : Demangeville, 1589 : Demoniovelle, 1629 : Demangevelle.

## Histoire
voir l'Histoire de Jonvelle des abbés Coudriet et Chatelet en 1864.

## Héraldique
|  | Les armes de la commune se blasonnent ainsi : D’or à la fasce de sable. |

## Politique et administration

### Rattachements administratifs et électoraux
La commune fait partie de l'arrondissement de Vesoul du département de la Haute-Saône, en région Bourgogne-Franche-Comté. Pour l'élection des députés, elle dépend de la première circonscription de la Haute-Saône.
Demangevelle fait partie depuis la Révolution française  du canton de Jussey. Dans le cadre du redécoupage cantonal de 2014 en France, celui-ci s'est étendu, passant de 22 à 65 communes.

### Intercommunalité
Demangevelle était membre de la communauté de communes Saône et Coney, créée au 1er janvier 2003.
Dans le cadre de la mise en œuvre du schéma départemental de coopération intercommunale approuvé en décembre 2011 par le préfet de Haute-Saône et qui prévoit notamment la fusion de cette intercommunalité, de la Communauté de communes des belles sources et de la Communauté de communes du val de Semouse, Demangevelle  fait partie, depuis le 1er janvier 2014, de la communauté de communes de la Haute Comté.

### Liste des maires

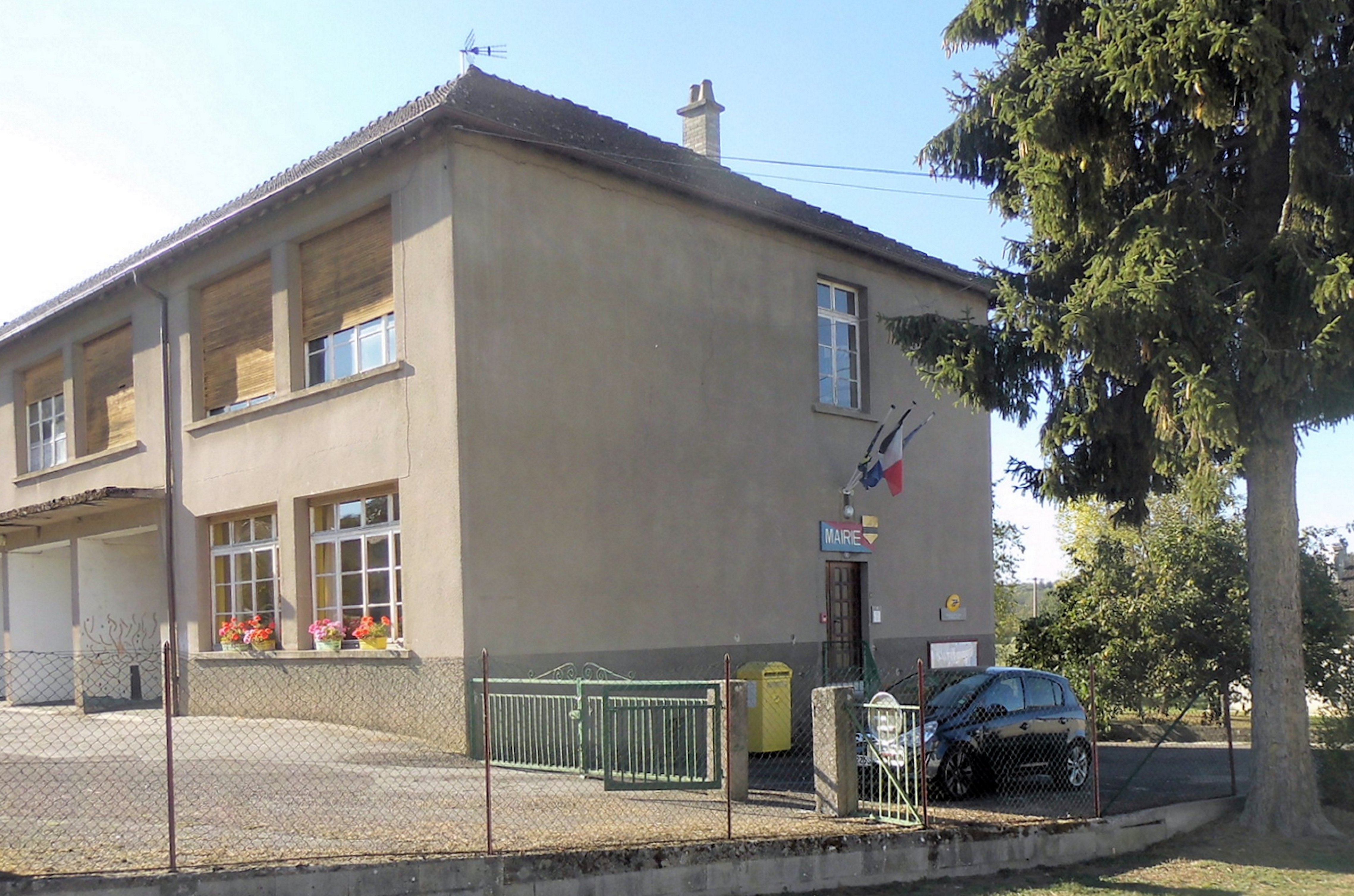
La mairie.

| Période                                  | Période    | Identité               | Étiquette | Qualité                                                                           |
| ---------------------------------------- | ---------- | ---------------------- | --------- | --------------------------------------------------------------------------------- |
| Les données manquantes sont à compléter. |            |                        |           |                                                                                   |
| 1806                                     | 1807       | Antoine Lauchard       |           | Entrepreneur                                                                      |
| 1807                                     | 1815       | Claude Le Bel          |           |                                                                                   |
| 1815                                     | 1830       | Claude François Vaulot |           |                                                                                   |
| 1830                                     | 1834       | Nicolas Gradet         |           | Officier en retraite                                                              |
| 1834                                     | 1837       | Claude François Thiéry |           |                                                                                   |
| 1837                                     | 1840       | Claude Thomas          |           | Propriétaire                                                                      |
| 1840                                     | 1843       | Jean-Charles Saurant   |           |                                                                                   |
| 1843                                     | 1848       | Claude Vaulot          |           | Cultivateur                                                                       |
| 1848                                     | 1870       | Claude Thomas          |           | Propriétaire                                                                      |
| 1870                                     | 1871       | Jean-Baptiste Abriet   |           | Militaire en retraite                                                             |
| 1871                                     | 1876       | Claude Thomas          |           | Propriétaire                                                                      |
| 1876                                     | 1884       | Jean-Baptiste Abriet   |           | Militaire en retraite                                                             |
| 1884                                     | 1903       | Félix Bazin            |           | Propriétaire                                                                      |
| 1903                                     |            | Léon Bazin             |           | Cultivateur                                                                       |
|                                          |            |                        |           |                                                                                   |
| 1972                                     | 2014       | Michel Bordot          |           | Employé à la filature du village Président de la CC Saône et Coney ( 2003 → 2013) |
| avril 2014                               | avril 2015 | Yvon Kartner           |           | Démissionnaire                                                                    |
| juin 2015                                | En cours   | Daniel Viney           |           | Technicien retraité chez Peugeot                                                  |

## Démographie
En 2022, la commune de Demangevelle comptait 261 habitants. À partir du XXIe siècle, les recensements réels des communes de moins de 10 000 habitants ont lieu tous les cinq ans. Les autres « recensements » sont des estimations.
| 1793 | 1800 | 1806 | 1821 | 1831 | 1836 | 1841 | 1846 | 1851 |
| ---- | ---- | ---- | ---- | ---- | ---- | ---- | ---- | ---- |
| 496  | 539  | 650  | 575  | 764  | 714  | 792  | 850  | 822  |

| 1856 | 1861 | 1866 | 1872 | 1876 | 1881 | 1886 | 1891 | 1896 |
| ---- | ---- | ---- | ---- | ---- | ---- | ---- | ---- | ---- |
| 622  | 644  | 657  | 542  | 503  | 481  | 586  | 482  | 490  |

| 1901 | 1906 | 1911 | 1921 | 1926 | 1931 | 1936 | 1946 | 1954 |
| ---- | ---- | ---- | ---- | ---- | ---- | ---- | ---- | ---- |
| 473  | 422  | 437  | 750  | 820  | 801  | 810  | 705  | 850  |

| 1962 | 1968 | 1975 | 1982 | 1990 | 1999 | 2006 | 2007 | 2012 |
| ---- | ---- | ---- | ---- | ---- | ---- | ---- | ---- | ---- |
| 752  | 630  | 564  | 515  | 423  | 356  | 337  | 334  | 318  |

| 2017 | 2022 | - | - | - | - | - | - | - |
| ---- | ---- | - | - | - | - | - | - | - |
| 278  | 261  | - | - | - | - | - | - | - |

## Lieux et monuments
Le château attesté en 1260, figure dans l'état des fiefs du Comté en 1294. En 1583, il se compose de deux tours rondes, d'une grosse tour carrée à 6 étages, d'un donjon et d'un corps d'habitation. Une chapelle y est dédiée à sainte Anne. Il passe entre les mains des familles de Lomont, de Vy, de Cicon, avant d'être rasé vers 1641.

Il reste aujourd'hui les vestiges des 2 tours rondes : celle située à l'ouest compte trois niveaux au dessus d'un niveau enterré ou semi-enterré, avec un escalier dans l'épaisseur du mur et une meurtrière canonnière ; celle située à l'est, plus ruinée. 

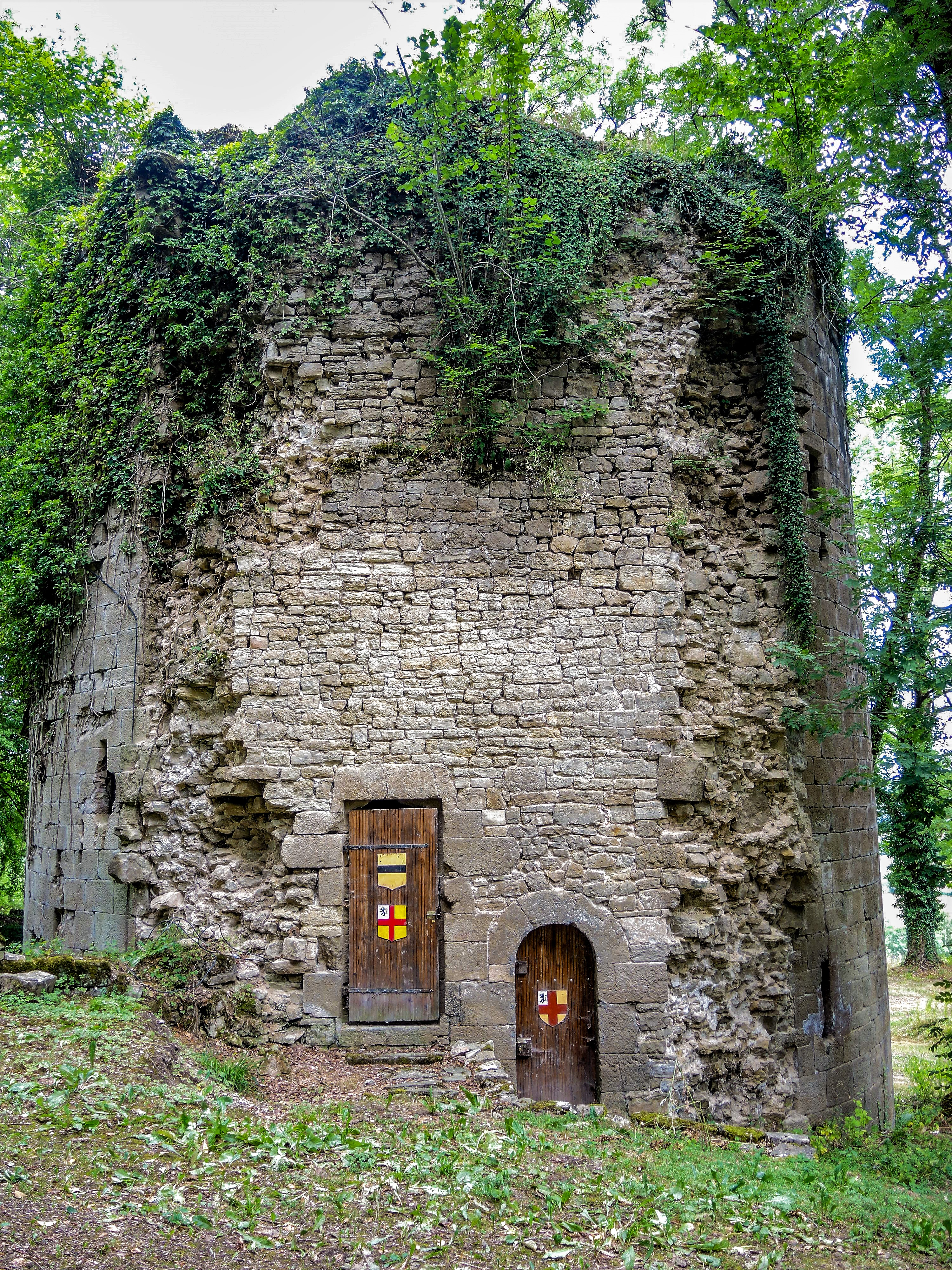
Arrière de la tour ouest

## Personnalités liées à la commune
- Maurice Bazin, parlementaire sous la Troisième République.